# Neptis ila
Neptis ila är en fjärilsart som beskrevs av Hans Fruhstorfer 1908. Neptis ila ingår i släktet Neptis och familjen praktfjärilar. Inga underarter finns listade i Catalogue of Life.